# SV Roßbach/Wied
Sport-Verein Roßbach e.V. 1968 é uma agremiação esportiva alemã, fundada em 1968, sediada em Roßbach, na Renânia-Palatinado.

## História

Os antecessores

Em 2001, o Roßbach avançou à Verbandsliga Rheinland (V) e, em 2005-2006, conquistou o título, mas não foi imediatamente promovido ao quarto nível, a Oberliga Südwest. Como tinha começado a temporada como SG Rossbach, um Sportgemeinschaft, esporte da comunidade, e não como um clube de esporte, era assim inelegível por não atender às exigências da Associação Alemã de Futebol. 
Na temporada seguinte, terminou com um segundo lugar na Verbandsliga  e, desta vez, após uma reorganização anterior como Sportverein Roßbach/Wied, o clube finalmente ascendeu à Oberliga. Em associação com os times vizinhos, FC Waldbreitbach e Niederbreitbach SG, o SV ajudou a formar a JSG Wiedtal, em 2003, como um clube de jovens.
O Roßbach se qualificou para a temporada 2006-2007 da Copa da Alemanha, mas foi eliminado na primeira fase pelo Borussia Mönchengladbach, ao ser derrotado por 4 a 1.

## Títulos
- Verbandsliga Rheinland (V) Campeão: 2006, 2007;
- Rhineland Cup Vice-campeão: 2006;

## Cronologia
| Temporada | Divisão                    | Posição |
| 2001–02   | Verbandsliga Rheinland (V) | 9°      |
| 2002–03   | Verbandsliga Rheinland     | 5°      |
| 2003–04   | Verbandsliga Rheinland     | 4°      |
| 2004–05   | Verbandsliga Rheinland     | 3°      |
| 2005–06   | Verbandsliga Rheinland     | 1°      |
| 2006–07   | Verbandsliga Rheinland     | 1° ↑    |
| 2007–08   | Oberliga Südwest (IV)      | 12°     |
| 2008–09   | Oberliga Südwest (V)       | 8°      |
| 2009–10   | Oberliga Südwest           | 14°     |
| 2010–11   | Oberliga Südwest           | 13°     |
| 2011–12   | Oberliga Südwest           | 15°     |